# Jutba
El jutba (en árabe: خطبة‎, romanizado: ẖuṭba, lit. 'sermón') es el sermón pronunciado por el jatib (predicador). Funciona como la principal ocasión formal para la predicación pública en la tradición islámica.
Tales sermones se pronuncian regularmente, tal como se prescribe en las enseñanzas de todas las escuelas legales. La tradición islámica puede realizarse formalmente en la oración de la congregación del viernes al dhuhr (mediodía). También se hace en algunos servicios religiosos en ocasiones especiales, como la celebración de las dos fiestas islámicas principales, Al-Id al-Kabir e Id al-Fitr. Es costumbre pronunciar la jutba en el idioma local del país, a diferencia de la oración, que habitualmente se dice en idioma árabe.

Haz el azalá (oración) largo y el jutba (sermón) corto.
Mahoma

## Cita al gobernante
En la oración a favor de los fieles (dua li-l-muminín), dentro del jutba, se tomó la costumbre de nombrar al soberano en el poder, con la finalidad de declarar la lealtad del imán a su autoridad. Por ejemplo, en los jutbas de los viernes durante el Imperio mogol, se mencionaba el nombre del emperador Babur, citado como Zahir-ud-Din Bábar Muhammad.
En los lugares donde los musulmanes viven bajo un gobierno no islámico, no se menciona al gobernante.